# Nidzica (gemeente)
De gemeente Nidzica is een stad- en landgemeente in het Poolse woiwodschap Ermland-Mazurië, in powiat Nidzicki.
De zetel van de gemeente is in Nidzica.
Op 30 juni 2004 telde de gemeente 21 480 inwoners.

## Oppervlakte gegevens
In 2002 bedroeg de totale oppervlakte van gemeente Nidzica 378,88 km², waarvan:
- agrarisch gebied: 38%
- bossen: 49%

De gemeente beslaat 39,44% van de totale oppervlakte van de powiat.

## Demografie
Stand op 30 juni 2004:
| Omschrijving                   | Totaal | Totaal | Vrouwen | Vrouwen | Mannen | Mannen |
| ------------------------------ | ------ | ------ | ------- | ------- | ------ | ------ |
| eenheid                        | aantal | %      | aantal  | %       | aantal | %      |
| inwoners                       | 21 480 | 100    | 10 988  | 51,2    | 10 492 | 48,8   |
| bevolkingsdichtheid (inw./km²) | 56,7   | 56,7   | 29      | 29      | 27,7   | 27,7   |

In 2002 bedroeg het gemiddelde inkomen per inwoner 1253,04 zł.

## Administratieve plaatsen (sołectwo)
Bartoszki, Bolejny, Dobrzyń, Frąknowo, Grzegórzki, Jabłonka, Kamionka, Kanigowo, Likusy, Litwinki, Łyna, Łysakowo, Magdaleniec, Módłki, Napiwoda, Olszewo, Orłowo, Piątki, Piotrowice, Rączki, Radomin, Rozdroże, Siemiątki, Szerokopaś, Tatary, Wały, Waszulki, Wietrzychowo, Wikno, Wólka Orłowska, Zagrzewo, Załuski, Żelazno.

## Aangrenzende gemeenten
Jedwabno, Janowiec Kościelny, Janowo, Kozłowo, Olsztynek